# Barinas (rodzaj)
Barinas – rodzaj kosarzy z podrzędu Laniatores i rodziny Agoristenidae. Gatunkiem typowym jest Barinas flava González-Sponga, 1987

## Występowanie
Przedstawiciele rodzaju występują w Wenezueli.

## Systematyka
Opisano dotychczas 4 gatunki należące do tego rodzaju
- Barinas flava González-Sponga, 1987
- Barinas guanenta García & Ahumada-C., 2022
- Barinas piragua Ahumada-C. & García, 2020
- Barinas virginis (González-Sponga, 1987)